# Астровіруси
Астровіруси (лат. Astroviridae) — родина вірусів, що була вперше виявлена у 1975 році після спалаху діареї за допомогою електронних мікроскопів. Окрім людей, астровіруси було виявлено у багатьох видів ссавців (класифікуються як рід Mamastrovirus) і птахів, таких як качки, кури та індичата (класифікуються як рід Avastrovirus). 
Віріони астровірусів мають ікосаедричну форму 28–35 нанометрів в діаметрі з характерною п'яти- або шестикутною зірчастою структурою поверхні. 
Поряд з родинами Picornaviridae і Caliciviridae астровіруси є третьою родиною безоболонкових вірусів, геном яких складається з одноланцюгової геномної (+)РНК. Численні дослідження вказують на те, що астровіруси людини є однією з причин гастроентериту у маленьких дітей у всьому світі. У тварин астровіруси можуть спричиняти інфекцію шлунково-кишкового тракту, а також енцефаліту (у людей і великої рогатої худоби), гепатиту (у птахів) і нефриту (у птахів).

## Симптоми
Астровіруси є однією з причин гастроентериту у дітей, чия імунна система недостатньо розвинена, і у літніх людей, чия імунна система, як правило, дещо ослаблена. Наявність вірусних часток у фекаліях та епітеліальних клітинах кишечника свідчить про те, що вірус розмножується в шлунково-кишковому тракті людини.  Основними симптомами є діарея, що супроводжується нудотою, блюванням, лихоманкою, загальним нездужанням і болем у животі. Проведені дослідження показали, що інкубаційний період захворювання становить приблизно три-чотири дні. Астровірусна інфекція зазвичай не має серйозних наслідків і лише в окремих випадках призводить до зневоднення. Наявність тих чи інших симптомів, а також їх тяжкість можуть варіюватись залежно від регіону. Це, як правило, пов’язано з кліматичними факторами, що впливають на життєвий цикл або спосіб передачі конкретного штаму астровірусу. Через недоїдання та імунодефіцит стан може загострюватись, внаслідок чого можуть виникнути більш серйозні наслідки та необхідність госпіталізації. В більшості випадків інфіковані люди не потребують госпіталізації, оскільки симптоми проходять самі по собі через 2-4 дні.

## Поширеність
Астровіруси є причиною 5–9% випадків гастроентериту у маленьких дітей. Дослідження кишкових захворювань у Великій Британії, опубліковане в 1999 році, визначило астровіруси як четверту найпоширенішу відому причину вірусного гастроентериту. Дослідження, проведені в США, виявили астровіруси в калі 2–9% дітей із симптомами гастроентериту. Захворювання найчастіше зустрічається у дітей молодше двох років, хоча відомо про спалахи серед дорослих і людей похилого віку. Одні з досліджень, проведені в Глазго, показали, що значна частка немовлят, у виділеннях яких є частинки австровірусу, не мають симптомів шлунково-кишкових захворювань. Дослідження серопревалентності, проведені в США, показали, що 90% дітей у віці до 9 років мають антитіла до астровірусу HastV-1, що свідчить про поширеність інфекції переважно в безсимптомному вигляді. На основі цього можна припустити, що антитіла забезпечують захист протягом усього дорослого життя, поки їх рівень не починає знижуватися в похилому віці.